# Luke (Kriva Palanka)
Luke es un pueblo ubicado en el municipio de Kriva Palanka, en Macedonia del Norte.

## Superficie
Posee una superficie de 21,70 kilómetros cuadrados.

## Demografía
Hasta 2021 la población era de 220 habitantes, con una densidad de población de 10,14 habitantes por kilómetro cuadrado.